# Valentin Stocker
Pour les articles homonymes, voir Stocker.
Valentin Stocker, né le 12 avril 1989 à Kriens, est un footballeur international suisse qui a évolué au FC Bâle au poste de milieu de terrain.

## Carrière en club
Ce milieu de terrain a été formé au SC Kriens avant de rejoindre l'équipe U-21 du FC Bâle en 2005. Après deux saisons au sein de l'équipe espoirs, il a finalement intégré l'équipe première du FC Bâle en 2007.
Le 16 mars 2008, Valentin Stocker inscrit son premier but en Super League avec le club du FC Bâle face à Sion. Le joueur suisse est alors âgé de 19 ans.
Lors de la saison 2007-2008, il est déterminant lors du dernier match de Super League contre les BSC Young Boys. En effet, il marque le premier but de son équipe permettant aux bâlois de prendre l'avantage dans cette rencontre pour l'emporter finalement 2-0 à la suite d'un deuxième but marqué par Marco Streller. Cette victoire apporte alors le douzième titre de Champion de Suisse au FC Bâle.
Stocker permet également au FC Bâle de se qualifier en ligue des Champions face au Vitoria Guimarães en marquant et en offrant un but à Eren Derdiyok en 2008.
Il remet ça lors de la saison 2009-2010 en marquant à nouveau le premier but bâlois face aux BSC Young Boys lors de la dernière journée décisive de Super League devenant ainsi le véritable bourreau du club de la capitale. En effet, grâce à un deuxième but marqué par Scott Chipperfield, le FC Bâle remporte son treizième titre de Champion de Suisse.
En avril 2011, Stocker se blesse aux ligaments croisés du genou droit lors d'un match de Super League contre le BSC Young Boys. Il est annoncé indisponible pour une période de sept mois au minimum. Il fait son retour en Super League le 3 décembre 2011 face au FC Lucerne en entrant à la 70e minute à la place de Fabian Frei.
Le 22 février 2012, Stocker participe aux matchs de ligue des champions face au Bayern Munich en huitièmes de finale. Le joueur suisse remplace Fabian Frei en cours de match et offre la victoire à son équipe en trompant le gardien munichois Manuel Neuer à la suite d'une passe décisive de Jacques Zoua (score final : 1-0).
Maintes fois évoqué au Hertha Berlin lors de la fin de saison 2013-2014, le dimanche 22 mai 2014, il signe un contrat de quatre ans avec le club allemand.
En 2018, il revient à Bâle où il signe un contrat jusqu'en 2021,. Il a annoncé en mai 2022 qu'il mettra un terme à sa carrière à fin de la saison 2021-2022,,.

## Carrière en équipe nationale

### Avec les espoirs suisses
Stocker participe aux matchs de qualification à l'Euro espoirs avec l'équipe suisse. Le jeune talent marquera à deux reprises lors des trois matchs disputés. En avril 2011, Stocker se blesse au genou droit lors de la victoire du club bâlois contre le BSC Young Boys en Super League. Il est annoncé indisponible pour une période de sept mois. Il ratera donc le Championnat d'Europe de football espoirs et la fin des matchs de qualification pour le Championnat d'Europe de football 2012.

### Avec la Suisse
Il fait sa première apparition en équipe nationale suisse A, le 20 août 2008 contre Chypre (victoire 4-1) tout comme Almen Abdi, Alain Nef et Sandro Burki. Le jeune joueur fête également sa première sélection en marquant son premier but de la tête sous le maillot rouge à croix blanche à la suite d'une passe de Blaise Nkufo.
Pierre-André Schürmann, sélectionneur des moins de 21 ans suisses : « Valentin est un passionné, un vrai gagneur. Mais, comme tout le monde, il va lui falloir confirmer ».
Ottmar Hitzfeld, sélectionneur de l'équipe nationale A : « C'est vraiment un talent extraordinaire. Je suis surpris par l'étendue de son bagage ».
Stocker marque un doublé face au Pays de Galles lors des matchs de qualification à l'Euro 2012 et permet à son équipe de gagner 4-1. Il marque le premier but de ses couleurs à la suite d'une passe de la tête de Marco Streller et marque le quatrième but de l'équipe grâce à un bon travail offensif de Eren Derdiyok.
Après avoir sauvé la Suisse face à la Slovénie lors des éliminatoires pour l'Euro 2016, il recommence en marquant à la dernière minute face à la Hongrie (victoire 3-2) lors des qualifications pour la Coupe du monde 2018.

## Statistiques

### Statistiques détaillées
| Saison                | Club                  | Championnat           | Championnat | Championnat | Coupe(s) nationale(s) | Coupe(s) nationale(s) | Compétition(s) continentale(s) | Compétition(s) continentale(s) | Compétition(s) continentale(s) | Suisse | Suisse | Total | Total |
| Saison                | Club                  | Division              | M.          | B.          | M.                    | B.                    | Comp.                          | M.                             | B.                             | M.     | B.     | M.    | B.    |
| 2007-2008             | FC Bâle               | Super League          | 11          | 3           | 1                     | 0                     | -                              | -                              | -                              | -      | -      | 12    | 3     |
| 2008-2009             | FC Bâle               | Super League          | 32          | 5           | 4                     | 0                     | C1                             | 9                              | 1                              | 3      | 1      | 48    | 7     |
| 2009-2010             | FC Bâle               | Super League          | 31          | 12          | 4                     | 3                     | C3                             | 9                              | 0                              | -      | -      | 44    | 15    |
| 2010-2011             | FC Bâle               | Super League          | 26          | 7           | 1                     | 0                     | C1 C3                          | 8 2                            | 3 0                            | 6      | 2      | 43    | 12    |
| 2011-2012             | FC Bâle               | Super League          | 15          | 4           | 3                     | 0                     | C1                             | 3                              | 1                              | 3      | 0      | 24    | 5     |
| 2012-2013             | FC Bâle               | Super League          | 31          | 6           | 3                     | 2                     | C1 C3                          | 4 13                           | 0 3                            | 5      | 0      | 56    | 11    |
| 2013-2014             | FC Bâle               | Super League          | 30          | 13          | 4                     | 0                     | C1 C3                          | 10 5                           | 1 2                            | 8      | 0      | 57    | 16    |
| Sous-total            | Sous-total            | Sous-total            | 176         | 50          | 20                    | 5                     | -                              | 63                             | 11                             | 25     | 3      | 284   | 69    |
| 2014-2015             | Hertha BSC            | Bundesliga            | 26          | 3           | 1                     | 0                     | -                              | -                              | -                              | 4      | 1      | 31    | 4     |
| 2015-2016             | Hertha BSC            | Bundesliga            | 22          | 1           | 2                     | 0                     | -                              | -                              | -                              | 4      | 1      | 28    | 2     |
| 2016-2017             | Hertha BSC            | Bundesliga            | 17          | 4           | 2                     | 1                     | C3                             | 1                              | 0                              | 3      | 1      | 23    | 6     |
| 2017-2018             | Hertha BSC            | Bundesliga            | 3           | 0           | -                     | -                     | C3                             | 2                              | 0                              | -      | -      | 5     | 0     |
| Sous-total            | Sous-total            | Sous-total            | 68          | 8           | 5                     | 1                     | -                              | 3                              | 0                              | 11     | 3      | 87    | 12    |
| 2017-2018             | FC Bâle               | Super League          | 14          | 2           | 1                     | 0                     | C1                             | 2                              | 0                              | -      | -      | 17    | 2     |
| 2018-2019             | FC Bâle               | Super League          | 17          | 2           | 5                     | 2                     | C1 C3                          | 2                              | 0                              | -      | -      | 26    | 4     |
| 2019-2020             | FC Bâle               | Super League          | 18          | 5           | 3                     | 1                     | C1 C3                          | 4 8                            | 0 2                            | -      | -      | 33    | 8     |
| Sous-total            | Sous-total            | Sous-total            | 49          | 9           | 9                     | 3                     | -                              | 18                             | 2                              | -      | -      | 76    | 14    |
| Total sur la carrière | Total sur la carrière | Total sur la carrière | 293         | 67          | 34                    | 9                     | -                              | 84                             | 13                             | 36     | 6      | 447   | 95    |

### Buts internationaux
| Numéro | Date             | Lieu                                 | Adversaire     | Score   | Résultat | Compétition                             |
| ------ | ---------------- | ------------------------------------ | -------------- | ------- | -------- | --------------------------------------- |
| 1.     | 20 août 2008     | Stade de Genève, Genève (Suisse)     | Chypre         | 1-0     | 4-1      | Match amical                            |
| 2. 3   | 12 octobre 2010  | Parc Saint-Jacques, Bâle (Suisse)    | Pays de Galles | 1-0 4-1 | 4-1      | Éliminatoires de l'Euro 2012            |
| 4.     | 31 mars 2015     | Stade du Letzigrund, Zurich (Suisse) | États-Unis     | 1-1     | 1-1      | Match amical                            |
| 5.     | 5 septembre 2015 | Parc Saint-Jacques, Bâle (Suisse)    | Slovénie       | 2-2     | 3-2      | Éliminatoires de l'Euro 2016            |
| 6.     | 7 octobre 2016   | Groupama Aréna, Budapest (Hongrie)   | Hongrie        | 2-3     | 2-3      | Éliminatoires de la Coupe du monde 2018 |

## Palmarès

### En club
- FC Bâle
  - Championnat de Suisse : 
    - Vainqueur (6) : 2008, 2010, 2011, 2012, 2013 et 2014.

  - Coupe de Suisse : 
    - Vainqueur (3) : 2008, 2010 et 2012.
    - Finaliste : 2013 et 2014

## Distinction personnelle
- Meilleur jeune joueur de Super League en 2009[2]